# أل ليندنر
أل ليندنر (بالإنجليزية: Al Lindner)‏ هو كاتب أمريكي، ولد في 1944.